# Gezinsverpleging (Geel)

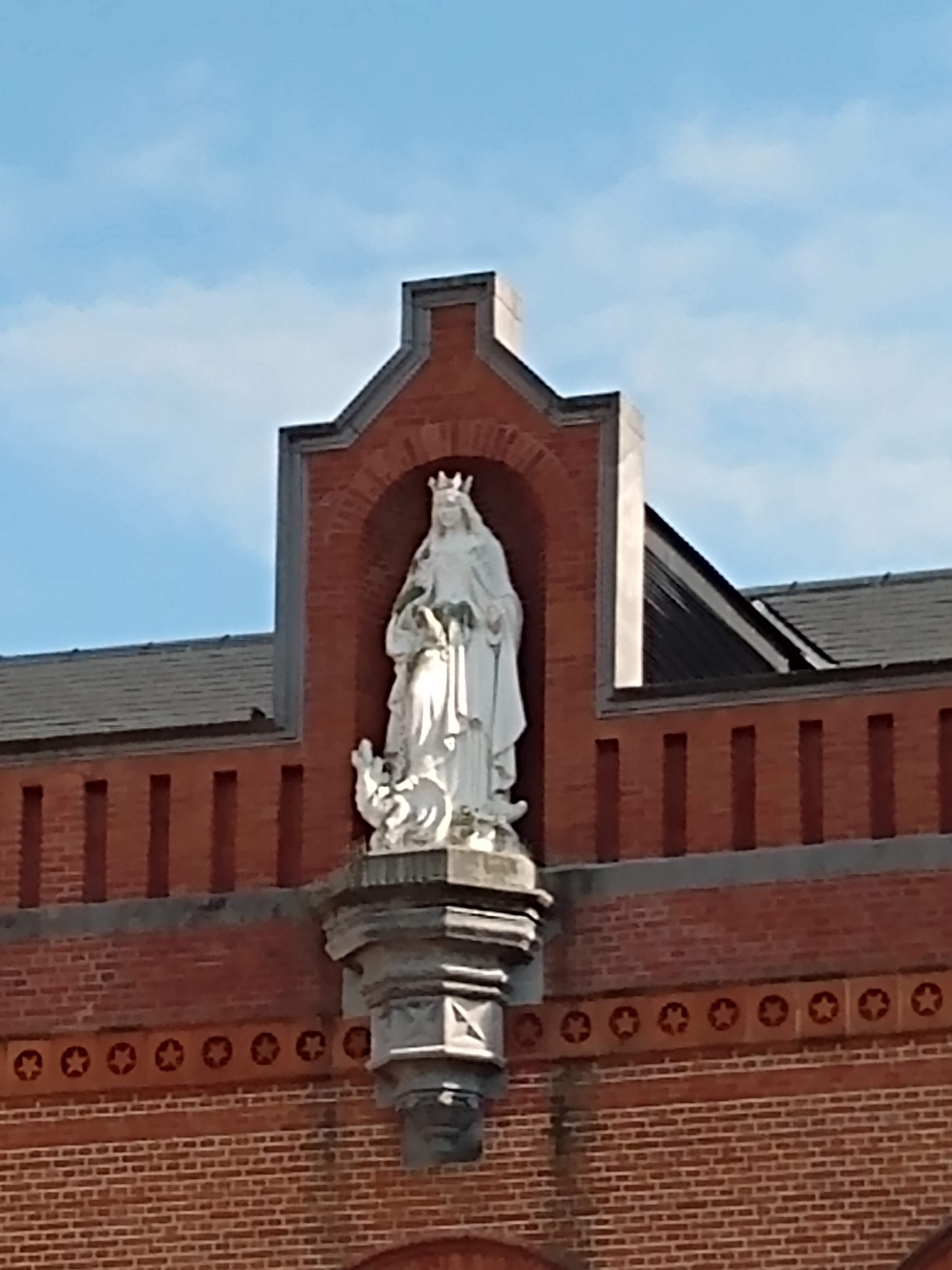
Het standbeeld van Sint-Dimpna van het OPZ Geel.

De gezinsverpleging in Geel is een bijzonder psychiatrisch zorgmodel. Het model vindt zijn oorsprong in de verering van Sint-Dimpna, patroonheilige van Geel en beschermheilige tegen geestesziekten.
Gezinsverpleging is een vorm van pleegzorg waarbij een gezin een persoon met een psychische stoornis of kwetsbaarheid opvangt in huis. Velen beschouwen dit als een succesvolle behandelmethode voor de patiënten omdat dit de integratie in de maatschappij bevordert. De Geelse gezinsverpleging rust op drie pijlers: de pleeggast of patiënt die in een pleeggezin een veilig opvangnet ervaart, de Geelse gemeenschap die zich open en tolerant opstelt en het Openbaar Psychiatrisch Zorgcentrum (OPZ Geel) dat een professionele, medische omkadering garandeert.
Er wordt naar Geel verwezen met de term 'barmhartige stede' vanwege deze pijlers.

## Geschiedenis

### Ontstaan

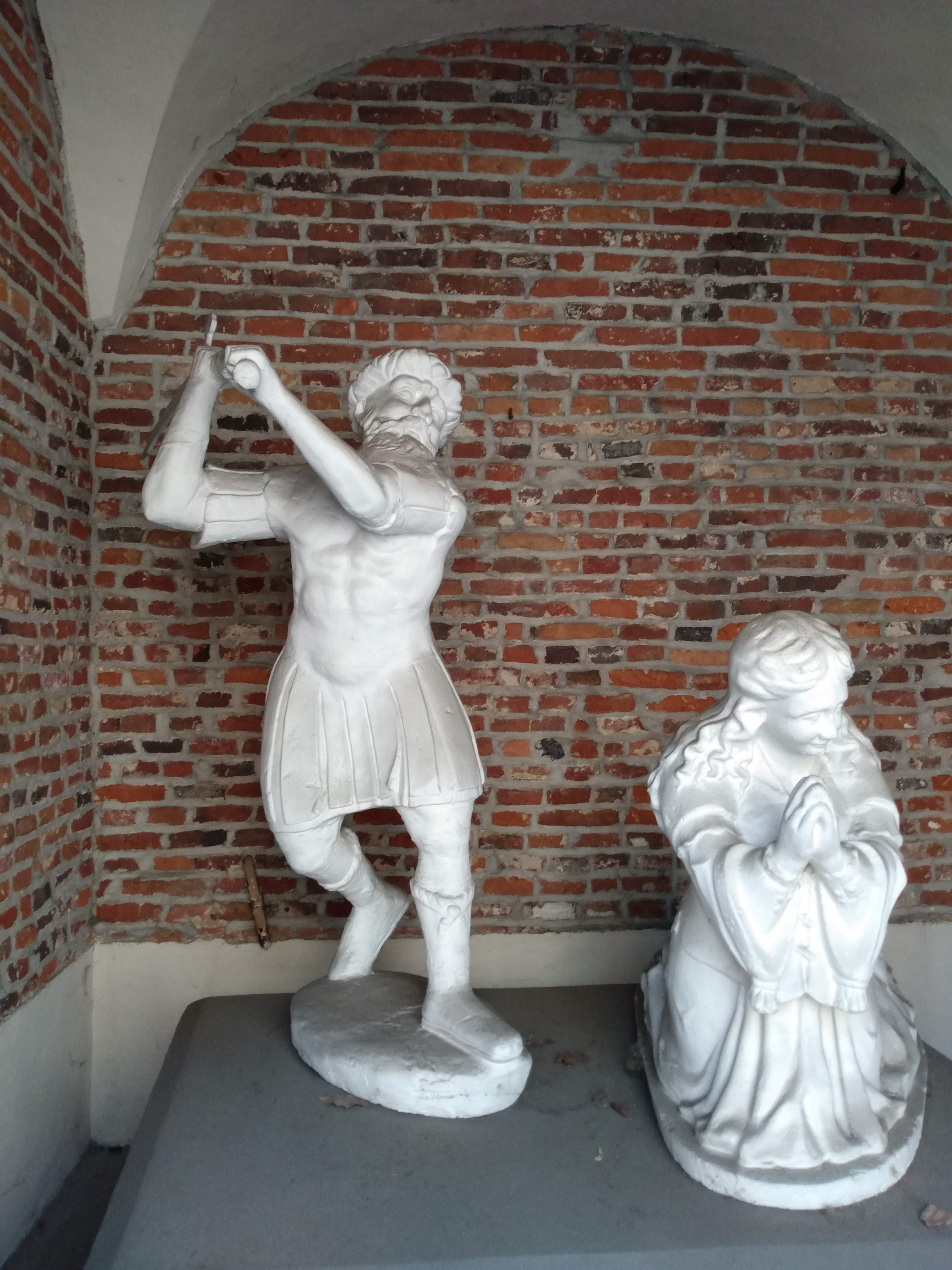
De onthoofding van Sint-Dimpna.

De gezinsverpleging in Geel ontstond uit de legende en cultus van de heilige Dimpna. Volgens de overlevering was Dimpna een 7e-eeuwse Ierse prinses die na het weigeren van verschillende huwelijksaanzoeken van haar vader samen met de priester Gerebernus naar het Europese vasteland vluchtte. Zij kwam terecht in de Geelse parochie Zammel waar zij armen en behoeftigen hielp, tot haar vader haar vond en haar in een vlaag van waanzin onthoofdde. Dimpna werd heilig verklaard omdat ze zich tegen haar vader verzette terwijl die “door de duivel bezeten was”. Zo werd ze de beschermheilige van epileptici en geesteszieken.

### Middeleeuwen

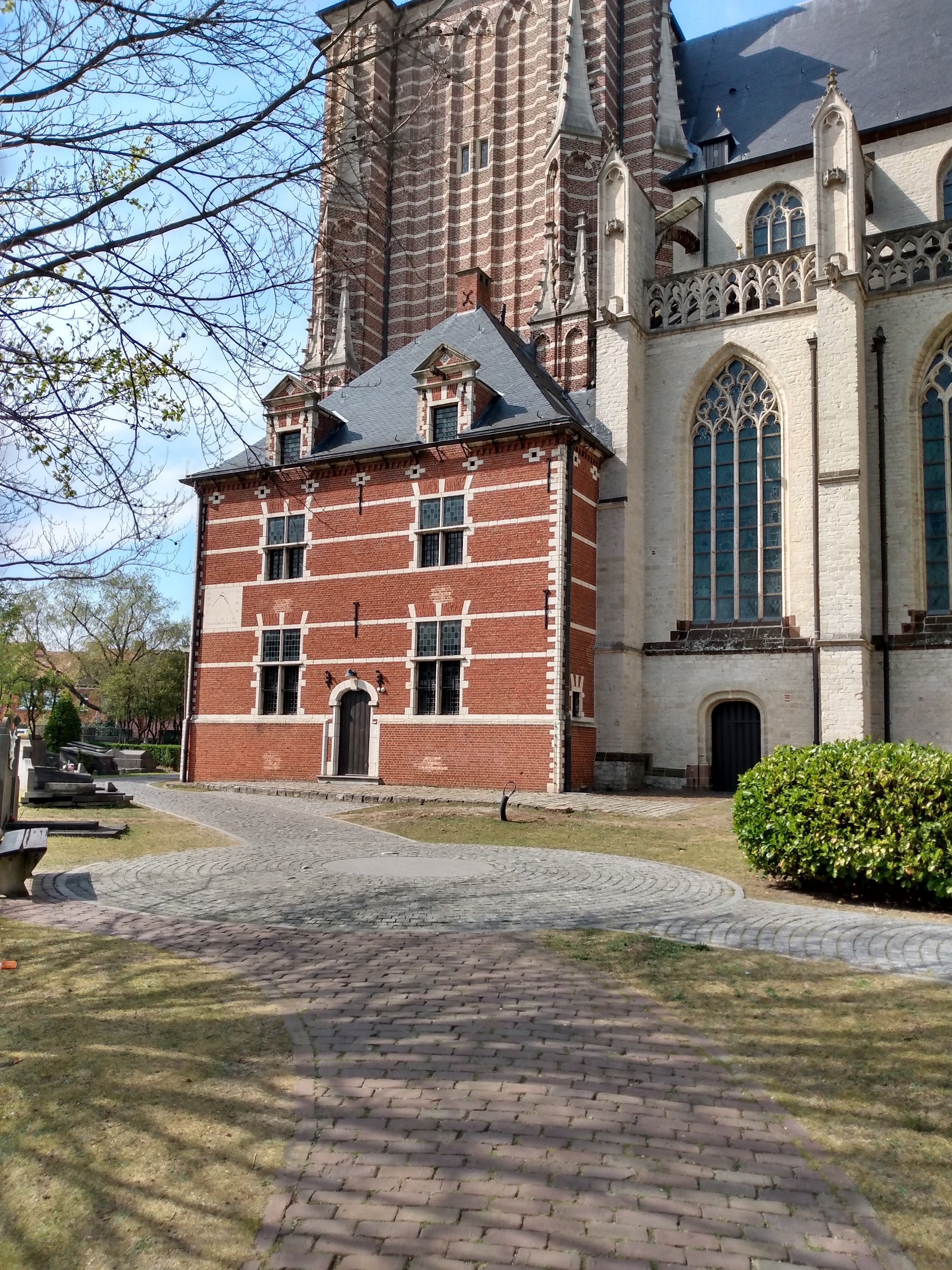
De Ziekenkamer van Geel.

In de 12de eeuw gaf bisschop Guy I van Laon de opdracht om de legende van Sint-Dimpna neer te schrijven in een vita. In die periode begonnen ook bedevaarders naar Geel te trekken om te bidden tot de heilige Dimpna. Aanvankelijk werd de heilige aanroepen voor allerlei kwalen, maar doorheen de tijd in het bijzonder voor geestesstoornissen. Gedurende de middeleeuwen werden psychische stoornissen beschouwd als een straf van God voor het zich inlaten met de duivel. Pelgrims hoopten dat door het langdurige bidden en het volgen van een negendaags ritueel, het noveen, het kwade zou verdwijnen. Dit vond plaats in de Sint-Dimpnakerk, gebouwd in de 15e eeuw. Na negen dagen werd nagegaan of de duivel verdwenen was. Als dit niet het geval was, herhaalde men de cyclus van negen dagen nog eens. In tussentijd vertoefden de bedevaarders in de zogenaamde ‘siec-caemer’. Deze ziekenkamer bestond uit vier bedden en was tussen 1458 en 1483 aan de zuidkant van de kerktoren gebouwd. Het verblijf in de ziekenkamer was verplicht omdat dit de patiënt rust bezorgde.
Genezingen werden genoteerd in het Liber Innocentium (of het Boek Der Onnozelen) waarin de persoonlijke gegevens van de patiënt werden opgenomen. In het boek stonden genezingen die aan Sint-Dimpna werden toegeschreven, maar het had vooral een juridische functie.

### Tot 1795
Door een grote toestroom van bedevaarders was er in de kerk niet voldoende plaats om alle personen onderdak te bieden. Een verblijf in de kerk was ook vaak te duur voor hen. Voor deze pelgrims moest een andere oplossing gezocht worden. De pelgrims konden tegen betaling of het uitvoeren van huishoudelijke taken bij de burgers die rond de kerk woonden, verblijven. Wanneer de personen met een psychische stoornis na hun noveen genezen waren, konden ze met hun familie naar huis. Maar wanneer dit niet het geval was, verzocht de familie soms dat de persoon bij het opvanggezin kon verblijven tegen betaling. Zo konden de pelgrims toch hun rituelen herhalen om hopelijk tot een genezing te komen. Het is zo dat de gezinsverpleging tot ontwikkeling kwam.
De bepaling van welke pelgrim naar welk gezin ging, gebeurde door de geestelijken van de kerk. De pastoor en de deken van de kerk legden dit in 1548 contractueel vast. Voor de toewijzing van de zieken aan de gezinnen keken ze vooral naar het gedrag, getuigenissen van de omgeving en naar de mate waarin de zieke vastgebonden zou moeten worden. De opvang van een zieke mocht het gewone gezinsleven niet te hard verstoren. In de 15e en 16e eeuw zouden er 200 mensen opgevangen zijn geweest. Vanaf de 17e eeuw begonnen ook andere wijken in Geel de pelgrims op te vangen.
Vanaf nu werden alle pelgrims genoteerd in het Liber Innocentium. Hieruit blijkt dat er tussen 1687 en 1797 vierduizend bedevaarders naar Geel reisden.
De redenen dat de Gelenaren de pelgrims opvingen, waren vooral zodat zij een pauselijke aflaat konden ontvangen en omdat ze hierdoor extra werkkrachten in huis hadden. Dit zou een positieve invloed hebben gehad op het welzijn van de geesteszieken en de Geelse economie. Het Geelse model was een voorloper op arbeidstherapie.
Tot 1800 had de opvang van geesteszieken een religieuze motivatie. De kanunniken van de Sint-Dimpnakerk stonden in voor de organisatie van de gezinsverpleging. Dit ging van de organisatie van de rituelen tot het toewijzen van kostgangers aan gezinnen en de betaling van de kostgelden. Van geneeskunde was er op dat punt nog geen sprake. Mistoestanden in de zorg voor de geesteszieken kwamen vaak voor, maar ook waren er ‘gevaarlijke’ geesteszieken. In 1676 kwam een plaatselijk reglement waarin de kostgevers van gevaarlijke zieken verantwoordelijk werden gesteld voor de schade die de zieken konden aanrichten. Deze regels verplichtten de pleeggezinnen om deze personen op een manier te boeien zodat ze geen kwaad konden aanrichten. Vanaf 1747 weigerden ze deze patiënten in de kerk waar ze speciaal voor naar Geel kwamen. Men zat vooral in met het welzijn van de Gelenaars. De gevolgen voor de patiënt waren geen prioriteit.
Vanaf de 18e eeuw kwam er een meer humane aanpak naar voren. De overheid begon zich meer over het welzijn van de zieken te bekommeren.

### Na 1795
Vanaf 1795 viel Geel onder Frans bewind. De Fransen wilden de gezinsverpleging in Geel afschaffen en vervangen door gesloten instellingen. In 1797 sloten ze de Sint-Dimpnakerk, waardoor het aantal kostgangers verminderde. Het noveen vervingen ze met een andere plechtigheid waarbij de kostganger bij aankomst in de gemeente kon bidden in de kerk. De kanunniken stonden niet meer in voor de organisatie van de zorg. Directeurs namen dit over. De directeurs waren Geelse burgers die voor de armenbesturen van andere steden een gepast gezin voor de patiënt zochten, kostgeld uitbetaalden en de administratie in orde hielden. Door een gebrek aan controle ontstonden er echter misbruiken. Sommigen hielden een deel van het kostgeld voor het gezin achter.

#### Oprichting van de kolonie
Door ontwikkelingen in de psychiatrie kwamen er veel veranderingen in de omgang met personen met een psychische stoornis. Door ‘moral treatment’ te introduceren ging men meer voor de mensen zorgen. Het uitgangspunt was dat de zieken zo min mogelijk dwang mochten ervaren terwijl ze in gestichten verbleven. Deze gestichten lagen meestal in het platteland. Uit de morele behandeling van patiënten ontstonden verschillende soorten therapieën, zoals de badtherapie. Deze bestond eruit dat de patiënt, voornamelijk als kalmeringsmiddel, enkele dagen in een lauw bad werd gelegd. De Belgische aanhangers van moral treatment, zoals dokter Jozef Guislain, lieten zich negatief uit over de toestanden die zich in de instellingen voordeden. In Geel was er in 1838 een medische dienst opgericht maar door het slechte functioneren kwam de eerste psychiater, dokter Parigot, in 1848 naar de gemeente. De mistoestanden in de gesloten instellingen leidden tot de uitvaardiging van de krankzinnigenwet in 1850. Hierin benadrukte men het belang van persoonlijke vrijheid en verzorging en bescherming van mensen met een psychische stoornis. In 1851 vaardigde men een bijzonder reglement dat het model in Geel officieel erkende. In het reglement beschreef men het oprichten van een infirmerie met observatiecellen, de plichten van de opvanggezinnen, het plaatsen van de geesteszieken enzovoorts. Dit gebouw kwam er in 1861. Dit leidde tot de oprichting van 'de Staatskolonie van Geel voor de vrije Gezinsverpleging van Gemoeds- en Geesteskranken' in 1852. Dokter Parigot kreeg de rol geneesheer-directeur toebedeeld. De kolonie bestond uit een binnen- en een buitendienst. De binnendienst stond in voor de toedeling van kostgangers en de medisch-psychiatrische behandeling. De buitendienst waren de pleeggezinnen.

### Tussen 1850 en 1950

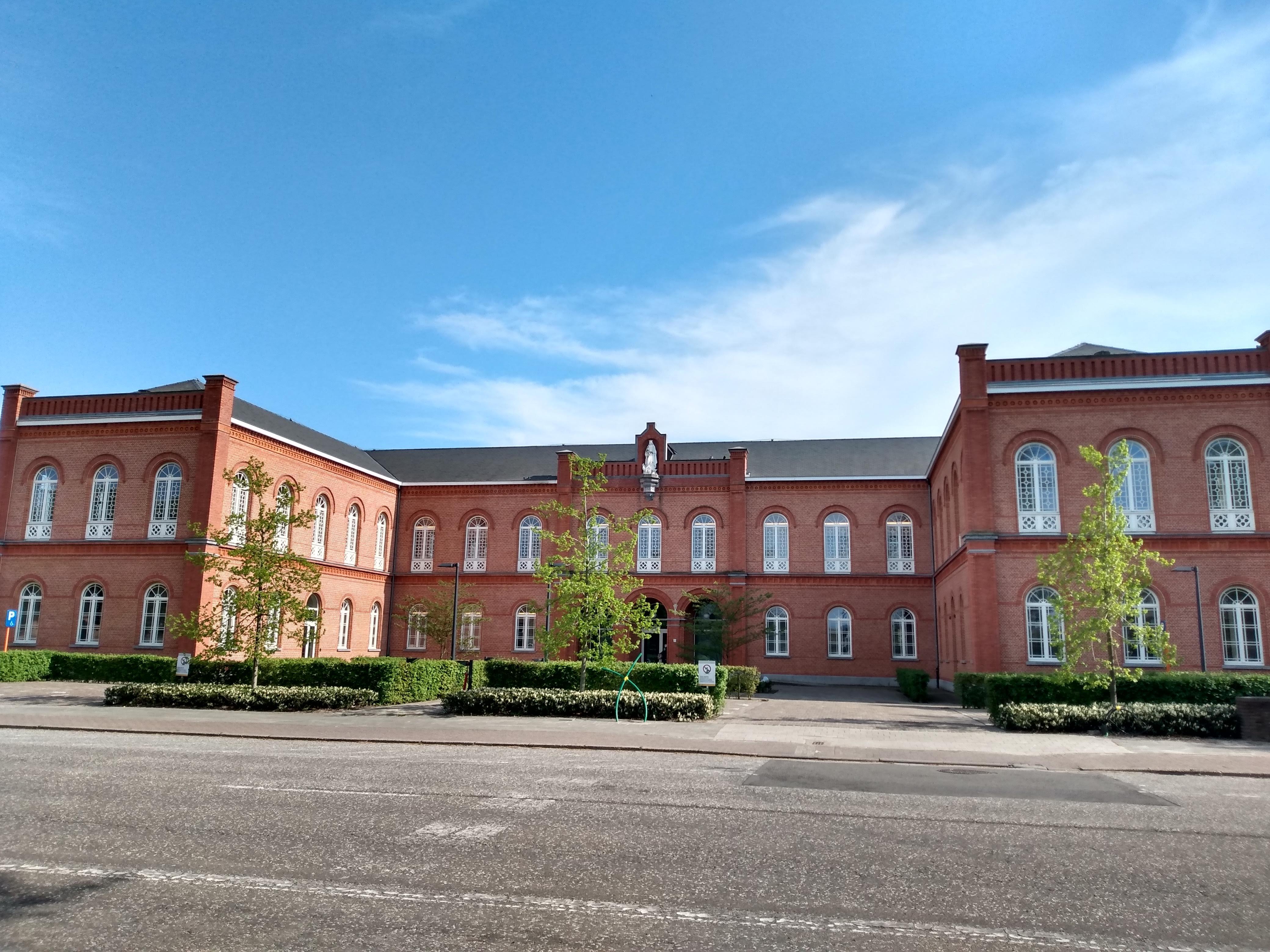
Hoofdgebouw OPZ Geel.

De opvang van personen met een psychische stoornis was nu wettelijk geregeld. Hierdoor kwam er meer structuur en organisatie in de Geelse gezinsverpleging. In 1861 bouwde Adolphe Pauli op de straat "Pas" een instelling voor de geesteszieken. Dit staat nu bekend als het Openbaar Psychiatrisch Zorgcentrum. Oorspronkelijk diende dit als een tijdelijke verblijfplaats voor de zieken voor deze bij gezinnen werden geplaatst. Pauli bouwde het gebouw in lijn met de morele opvattingen die toen gangbaar waren over de verzorging van geesteszieken. Het gebouw is symmetrisch gebouwd met veel binnenplaatsen en tuinen. Hij streefde naar het bouwen van een rustige omgeving voor de patiënten. Geel werd opgedeeld in verschillende secties, met aan het hoofd van elke sectie een dokter. Samen met de wachters hield de dokter een oogje in het zeil. Ze zorgden voor vervoer van zieke patiënten en de opsporing van ontsnapte patiënten. De patiënten die bij kostgevers verbleven konden medische en therapeutische begeleiding krijgen vanuit de instelling. De lokale overheid kreeg meer inspraak in de Geelse gezinsverpleging. De patiënten waren opgedeeld in drie categorieën: de niet-hygiënische (gateaux), de demi-gateaux en de zindelijken. Naarmate de patiënt meer zorg nodig had, stegen de kostgelden die de gezinnen ontvingen. De gezinnen waren opgedeeld in twee types: de hôtes die de rijkere patiënten opvingen en de nourriciers die de patiënten ten laste van de gemeenten van herkomst opvingen.
In de 19e eeuw was psychiatrische zorg vooral gebaseerd op aderlatingen en het plaatsen van bloedzuigers. Op kalmeringsmiddelen na, bestonden medicatie en therapieën nog niet echt. In Geel gebruikten ze weinig medicatie of controversiële behandelmethodes. De basis van het Geelse model was dat de mensen in een huiselijke omgeving konden verblijven en van daaruit konden integreren in de maatschappij. De enige vorm van therapie die geïntegreerd was in Geel was de arbeidstherapie. Nadien kwamen er meerdere therapie- en medicatievormen zoals insulinekuren. Deze waren niet altijd even humaan.
Vanaf de 19e eeuw vergaarde het Geelse model bekendheid over heel de wereld. Voorstanders van het fenomeen haalden aan dat het positief was dat de patiënten in een huiselijke omgeving geïntroduceerd werden en konden deelnemen aan de samenleving. Tegenstanders gaven te kennen dat er veel gebruik was van dwangmiddelen en een gebrek aan medisch toezicht. Sommigen zeiden zelfs dat patiënten een slechte invloed konden hebben op de Gelenaars. Vanaf deze periode begonnen ze meer in te zetten op de wetenschap waardoor de geneeskundigen meer invloed kregen op de pleeggezinnen. Hierdoor verbeterde de verzorging van kostgangers. Op 174 plaatsen poogde men het Geelse model na te bootsen, maar slechts op enkele plekken was deze kopie succesvol. Een plek waar de gezinsverpleging in de 19de eeuw werd geïntroduceerd en waar het vandaag net als in Geel nog bestaat is in het Waalse Lierneux.
Deels door de overbevolking in gesloten instellingen was er een grote toestroom van personen met een psychische stoornis naar Geel. Tegen het einde van de jaren 1930 sprak men van 3700 patiënten in gezinsverpleging. Veel van de patiënten kwamen uit andere landen mede dankzij het feit dat Geel nu een internationale bekendheid had verkregen.
Voor de Geelse economie was gezinsverpleging een positieve zaak. De gezinnen ontvingen kostgelden. De patiënten konden goedkoop tewerkgesteld worden en de Gelenaars zelf konden op de kolonie gaan werken. De gemeente ontving subsidies van de overheid.
Dokter Frits Sano verbouwde de kolonie in 1920. Er kwam een groot complex met huizen voor de dokters en verpleegkundigen, een mortuarium en een school om kinderen met psychische problemen zo goed mogelijk te laten integreren in de maatschappij. Dit gebeurde door het bouwen van verschillende paviljoenen die met elkaar in verbinding stonden met glazen gangen. Dit bracht de patiënten dichter bij de natuur en gaf hen rust en licht. De instelling liet vooral de arbeid in de tuinen en gebouwen over aan de patiënten. Dit was nodig om de kolonie draaiende te houden, maar het accent verschoof meer naar de therapeutische betekenis die arbeid voor de patiënten had. Mits de psychiatrie begon te groeien als wetenschap, kwamen er meer diensten en gebouwen rond het ziekenhuis. Dit zorgde ervoor dat de patiënten beter ingedeeld konden worden volgens hun noden.

### Tweede Wereldoorlog
Gedurende de Tweede Wereldoorlog lag Geel onder vuur. De Duitse bezetters namen de Kolonie in. Hierdoor zorgde het bestuur voor noodlokalen voor de patiënten. Deze konden op het terrein gelegen zijn, maar ook in het Geelse gasthuis en scholen hadden ze opvangplaatsen voorzien. Tijdens de bevrijdingsgevechten kwamen een dertigtal patiënten om het leven. De internationale uitstraling nam af dus er kwam een val in de patiëntenaantallen. Verschillende patiënten vluchtten of gingen dichter bij hun familie wonen. Enkelen bleven alleen achter in de woning van hun kostgevers die waren gevlucht. De Kolonie ving een deel van de kostgangers op. Hierdoor kwam er overbevolking, wat in tijden van voedseltekort een moeilijke situatie was. De Kolonie probeerde zo veel mogelijk patiënten bij landbouwers onder te brengen aangezien deze meer voedsel hadden. Bij het begin van de 21e eeuw waren er nog een 300-tal personen in de gezinsverpleging. Na de oorlog begon de Geelse psychiatrie nog meer te professionaliseren.

### Laatste decennia
Tot 1983 bestond de zorgverlening alleen uit psychiatrische gezinsverpleging. De instelling begon meer en meer een rol op te nemen in de hospitalisatie van patiënten voor korte duur. Dit zorgde voor de oprichting van een psychiatrische regiokliniek, de Sanokliniek.
De veranderingen op demografisch- en industrieel niveau zorgde voor een evolutie in de gezinsverpleging. Op medisch vlak veranderde veel. Door het onderzoek naar medicatie en therapieën kregen mensen meer inzicht in personen met een psychische stoornis. In Geel ontstond naast de kolonie een psychiatrisch ziekenhuis, de Sanokliniek. Deze staat nu bekend als het Openbaar Psychiatrisch Zorgcentrum. Gezinsverpleging maakt deel uit van de divisie Rehabilitatie van het OPZ. De focus bij gezinsverpleging ligt op patiënten met een chronische problematiek. De resterende divisies zijn Ouderen, Jongeren en Volwassenen.
Deze evoluties hadden een grote invloed op het leven van de kostgangers. De typische elementen blijven, maar nu maken de patiënten nog meer deel uit van de Geelse samenleving. Ze zijn volwaardige leden van de stad. De focus ligt op activerende therapieën waardoor de patiënten in de samenleving werden opgenomen. De burgers in Geel zijn tolerant naar de 130 kostgangers die in Geelse pleeggezinnen verblijven.

## Noveen voor Sint-Dimpna
Het noveen bestond uit zeven activiteiten die de pelgrims uitvoerden gedurende de periode dat ze in Geel verbleven.
Het eerste ritueel bestond uit het biechten bij aankomst in de kerk. Dit gold alleen voor de zieken die in staat waren om te communiceren. De geestelijken hechtten veel waarde aan deze eerste stap naar genezing.
Bij het tweede ritueel moest de zieke drie keer per dag blootsvoets onder de relikwiekast kruipen terwijl hij of zij dertigmaal het Onzevader en Weesgegroet bad. Als de zieke dit niet zelf kon, schakelden ze een plaatsvervanger in. In eerste instantie bekeek men deze stap als een ‘wedergeboorte’, daarna als een vernedering van de duivel.
De zieken woonden dagelijks de mis bij. Na de mis dronken zij het water uit het ablutievat. De priester sprak een exorcisme over hen uit. Deze was voor alle zieken gelijk en diende om de duivel uit te drijven. Tijdens hun verblijf moesten ze hun kleding aanhouden bij het slapen. Dit zag men als een soort medische behandeling en boetevaardigheid.
De zieke moest zijn gewicht in koren aan de heilige Dimpna offeren. Dit was om zijn trouw en dankbaarheid aan de heilige te bewijzen. Hij of zijn familieleden moesten hiervoor bij de naburige huizen gaan bedelen. Later mochten ze het koren kopen of uit de eigen voorraad halen. Nog later vervingen ze het koren door 32 stuivers. De betekenis hiervan kwam uit de christelijke nederigheid.

## Kostgangers
De mensen die naar Geel gaan om in het stelsel van gezinsverpleging terecht te komen, zijn vooral mensen met een chronische en/of meervoudige psychiatrische problematiek. Eerst plaatst het Openbaar Psychiatrisch Zorgcentrum hen onder observatie. Hierna komen ze in contact met het gezin waar ze bij verblijven. Bij de plaatsing in een gezin letten ze vooral op de capaciteiten van de patiënt en hun interesses. Het ziektebeeld op zich is niet doorslaggevend in deze beslissing. Vroeger kwamen ook mensen met een mentale beperking in de gezinsverpleging terecht, maar nu zijn er beter aangepaste zorgvormen voor hen beschikbaar. Nu zijn het vaak mensen die niet volledig zelfstandig kunnen leven of niet meer in hun eigen omgeving kunnen worden opgevangen.
Onder de kostgangers waren veel mensen uit andere landen, vooral Nederlanders. Dit omdat het Geelse model goedkoper was dan een instelling in Nederland. Nu is de internationale uitstraling van Geel al wat bekoeld.
De kostgangers kwamen vanuit alle lagen van de bevolking. Het onderscheid bestond vroeger vooral uit de rijkere, zelfbetalende mensen die meer in het centrum van Geel terecht kwamen en de opvang voor armere mensen die de armenbesturen van hun gemeente betaalden. Deze kwamen meer buiten het centrum terecht.

## Kostgevers
De kostgevers waren oorspronkelijk Geelse gezinnen. De kostgangers en de omgeving noemden hen "moe" en "va". Door demografische wijzigingen en de industrialisering veranderde dit. Nu zijn de meeste kostgevers alleenstaande weduwen/weduwnaars of mensen die ruimte hebben omdat hun kinderen uit huis zijn. Toch zijn er ook jongere gezinnen die patiënten opvangen.
Vroeger waren de kostgevers vaak ambachtslui of landbouwers waardoor de kostgangers bij hen konden werken. Nu zet men meer in op beschut werken of het volgen van een arbeidstraject. De gezinsverpleging werd van ouders op kinderen doorgegeven, hierdoor verbleven de kostgangers bij verschillende generaties in eenzelfde familie. Sommige gezinnen vingen meerdere kostgangers op.

## Internationaal
Het zorgmodel dat in Geel ontstond is in de loop van de geschiedenis ook in andere gemeenschappen toegepast. Zo is er binnen België Lierneux nabij Malmedy. Buiten de landsgrenzen is er het voorbeeld van Xanten, Iwakura en de Broadway Housing Communites op Manhattan, New York.

## Immaterieel Cultureel Erfgoed
De Sint-Dimpnaverering en Geelse Psychiatrische Gezinsverpeging was in 2009 één van de eerste elementen die opgenomen werden op de Inventaris Immaterieel Cultureel Erfgoed Vlaanderen. In 2017 ontving de erfgoedgemeenschap van de Geelse gezinsverpleging de Vlaamse Ultima Cultuurprijs voor Imaterieel Erfgoed.
Op 15 mei 2021 maakte Vlaams-Minister President Jan Jambon bekend dat de Vlaamse Overheid de Geelse gezinsverpleging voordraagt voor een Unesco-erkenning door opname in het Unesco Register of Good Safeguarding Practices. Vlaanderen diende in maart 2022 samen met de stad Geel een erkenningsdossier in bij UNESCO. Op 6 december 2023 werd het dossier besproken en goedgekeurd tijdens de achttiende zitting van het Intergouvernementeel Comité voor de bescherming van immaterieel cultureel erfgoed in Botswana. Hierdoor werd de Geelse Gezinsverpleging wereldwijd erkend als Immaterieel Erfgoed van de Mensheid en opgenomen in het ‘Register van Goede Borgingspraktijken’ van UNESCO.
De stad Geel en het OPZ Geel zetten sterk in op het instandhouden van het zorgmodel en doorgeven van de traditie. Jaarlijks worden op 15 mei, de feestdag van Sint-Dimpna, de pleeggezinnen gevierd. Iedere vijf jaar organiseert Geel de Dimpnadagen, een stadsfestival waarbij de Gelenaren hun patroonheilige, de gezinsverpleging en de inclusieve zorgcultuur vieren. Tijdens de Dimpnadagen trekt de Sint-Dimpnaommegang door de straten. Sinds 2005 is er ook het musicalspektakel GheelaMania waarin op een hedendaagse invulling wordt gegeven aan de legende van Sint-Dimpna en de Geelse titel van 'Barmhartige Stede'. Het verhaal van Sint-Dimpna en de gezinsverpleging komen ook aan bod in het Geelse Gasthuismuseum en in het bezoekerscentrum van het OPZ Geel.